# 井上進 (外交官)
井上 進（いのうえ すすむ、1950年3月12日 - ）は、日本の外交官。内閣官房内閣参事官、EU日本政府代表部公使などを経て、駐コートジボワール特命全権大使。

## 人物
東京都出身。1977年東京大学文学部を卒業し、外務省入省。
1995年外務省国際情報局分析第一課長、1997年在イタリア日本国大使館参事官、2000年外務省大臣官房付兼内閣官房内閣審議官内閣外政審議室、国際文化交流担当、2004年在カンボジア日本国大使館公使、2006年欧州連合日本政府代表部公使、2009年公益財団法人アジア福祉教育財団難民事業本部長。
2011年駐コートジボワール特命全権大使兼駐トーゴ特命全権大使に就任。同年兼駐ニジェール特命全権大使。2012年に豪雨により被害を受けたニジェールに対し2000万円相当の緊急援助物資を引き渡した。引渡式のスピーチでは「人道支援のために日本から送る供与物資が役立つことを願っている。」と述べ、ラボ大臣から感謝の意を受けた。
2024年、瑞宝中綬章受章。

## 同期
- 秋元義孝（12年駐オーストラリア大使・10年儀典長）
- 佐野利男（13年軍縮会議代表部大使10年駐デンマーク大使・08年軍縮不拡散・科学部長）
- 鈴木敏郎（13年駐エジプト大使・12年中東・北アフリカ諸国情勢担当大使・10年駐シリア大使・08年中東アフリカ局長）
- 梅本和義（13年国連次席大使・11年駐スイス大使・08年北米局長）
- 長崎輝章（13年駐バチカン大使・10年駐グアテマラ大使）
- 太田清和（10年シアトル総領事）
- 佐藤悟（11年駐スペイン大使・10年外務報道官・08年中南米局長）
- 小寺次郎（12年駐サウジアラビア大使・10年欧州局長・08年国際情報統括官）
- 八木毅（12年駐印大使兼ブータン大使・10年経済局長）
- 長嶺安政（10年国際法局長）
- 川田司（11年駐アルジェリア大使・10年領事局長）
- 角茂樹（11年駐バーレーン大使・08年国連大使）
- 深田博史（13年駐ベトナム大使・10年駐セネガル大使）
- 小池政行（日本赤十字看護大学教授）
- 佐渡島志郎（11年駐バングラデシュ大使・10年国際協力局長）
- 花田吉隆（11年駐東ティモール大使）
- 杉山晋輔（11年アジア大洋州局長・08年地球規模課題審議官）
- 高原寿一（12年駐チュニジア大使）
- 手塚義雅（12年駐トリニダード・トバゴ大使）